# Saddlebrooke (Arizona)
Saddlebrooke – jednostka osadnicza w Stanach Zjednoczonych, w stanie Arizona, w hrabstwie Pinal.